# 高松久重
高松 久重（たかまつ ひさしげ、天正15年〈1587年〉 または文禄3/4年〈1594/1595年〉‐慶安2年〈1649年〉）は、安土桃山時代から江戸時代前期の武将。通称は初め長兵衛、内匠。長次とも。弟に高松御宮丸。

## 概要
讃岐朝臣姓・清和源氏多田氏流讃岐高松家 は景行天皇の皇子である神櫛王の末裔で奈良時代、讃岐朝臣直高の子で讃岐朝臣永成の兄弟、高松元頼が高松氏始祖だという。またもう一つの説として南北朝時代・後醍醐天皇の家臣で建武の中興で功績のあった讃岐古高松の高松頼重（舟木頼重） だという説 もある。
応仁の乱では高松信重 が細川勝元の東軍に属して、西軍の山名宗全と戦い戦死する。
讃岐高松を治めた土豪。喜岡城 主。本家は佛光寺派讃岐長専寺。
祖父の高松嘉重（高松頼邑） は天正13年（1585年）羽柴秀吉の四国征伐の時に、羽柴方への内応を勧められるが、これを拒絶し長宗我部元親方について、喜岡城に籠城し城兵2百余と共に玉砕戦死した。
戦後、嘉重の次男である高松憲重とその弟は肥後国へ逃亡した。なおこのとき、落武者狩りを逃れるため、新庄という姓を名乗っている。

## 生涯
本項は概ね、『高松内匠武功』に則る。

### 青年期
天正15年（1587年）、肥後で誕生する。
父・憲重は、同年に肥後半国を治めた宇土城主・小西行長に1万石の高禄で仕える。弟・又五郎とともに朝鮮出兵で小西軍の先陣を務め、文禄2年（1593年）10月3日、平壌で功を上げ豊臣秀吉から感状を賜るほど活躍した。文禄3年（1594年）、朝鮮からの帰国後に生駒親正から讃岐領内1万石を拝領して仕える。
慶長8年（1603年）、久重は讃岐国主で親正の子・一正の元に出仕するが、生駒家臣の十河十兵衛と諍いを起こし斬殺、讃岐国を立ち退く。また同年に父・憲重が病死したため、家督は養子・生駒甚助正信が継ぐ。なお、憲重の弟・又五郎は出家して讃岐長専寺の高松家として残った。
2年後、罪を許され慶長10年（1605年）、一正に招聘され讃岐国内で1000石を賜る。この時から内匠を名乗る。
久重は、生駒家中にて次久多市兵衛と佐藤掃部が起こした諍いに対し、一人市兵衛側に味方しその身柄を自宅で保護する。また讃岐国高松城中で乱暴を働いた野瀬喜介を捕縛し、褒賞を授かる。しかし同12年（1607年）、市兵衛匿いの件で同僚の浅田右京、そして佐藤掃部と対立し、再び讃岐を立ち退いた。

### 大坂の陣での武功
慶長19年（1614年）、豊臣秀頼の招聘に応じて大坂の陣に参加。木村重成の旗下に属し、足軽30人を預かる。「大坂城布陣図」によれば平野橋前に布陣した。また、後継の生駒正信も久重を頼って豊臣方として出兵している。
11月7日、徳川軍が中ノ島に攻め入ると、木村隊は打って出て応戦した。久重は鉄砲傷を負いながらも敵の物頭を撃ち倒し追い返した。すると敵は中津川に船を出して攻めてきたので鉄砲を放ったが届かないため、久重は一人で進み出て船奉行を撃ち落としている。11月26日に今福の戦いでは鉄砲隊を率いて佐竹義宣軍と戦う。
佐竹軍は後藤基次・木村重成らの軍に押されると、堤の上に指物を置いて柵内に退いたので、久重は走り寄って奪おうとし敵兵と争い指物一本を奪い取っている。さらに敵を追撃して佐竹軍の戸村義国らと戦い、宇佐美三十郎を討ち取った。これらの戦功から、同月28日に木村重成から感状を賜った。その後も感状数枚を受け取っている。
慶長20年（1615年）5月6日の若江の戦いでは左備の木村宗明に属して小笠原秀政と戦うが、井伊直孝軍によって本隊が敗北し重成も戦死したため、敗兵を集め馬をなくした兵3人には離れ馬を捕まえて与え、自らは殿を務めて見事に撤退に成功した。この活躍は敵味方から賞賛されたという。

### 戦後
大坂の陣は豊臣方の敗北に終わり、生駒正信は死去する中 、久重は落ち延び徳島藩主・蜂須賀至鎮から3千石で招かれるが断り、浪人となった。しかしその後、桑名藩主・松平定綱から一族を含めて3千石で招かれるとで老分の身分で仕える。
晩年には、木村重成に属して後に岡山藩池田家に仕えていた長屋平太夫と斉藤加右衛門の二人が勲功で論争を起こすと、藩主・池田光政から請われて証言を行う。また正保2年（1645年）、かつて今福で戦った戸村義国 と東方村大福田寺 の住職・兼持法印を通し、当時の戦況に関して文通している。
慶安2年（1649年）、正月8日に病死。62歳。
子孫は代々桑名久松松平家の番頭 を務めたという。

## 逸話
- 今福の戦いで奪った旗に付いていた扇の家紋を取って自分の家紋とした。佐竹家はこれを恥じたという。
- 大坂の陣後、逃れて紀伊に隠遁するが、のちに故郷の讃岐に戻って生駒家に仕えたという説もある。
- 『桑名人物事典』には「高松久重は、初め長兵衛と称し、後内匠と改む。讃岐の人なり。…」「内匠又舎人と称し、五百石を賜り、番頭たり。子孫世々番頭たり。」とあり、石高に差がある。またこの資料は久重の生年を文禄3または4年としており、『高松内匠武功』との違いが多くみられるため、久重自身の研究は難しいとされている。
- 『讃岐人名辞書』で久重は、「高松左馬助の子なり。性勇猛にして、武術に達し、特に槍術を能くす。慶長年大坂の時、豊臣秀頼に招かれ、冬の陣の時鴫野にて、一番槍をあわせ、功名し明る。夏の陣には木村長門守(木村重成)が手に属し、五月七日若江合戦に、井伊掃部守(井伊直孝)の手に伐かかり、高名すと云え共、其時、長門守は戦死し、大坂落城せしかば、紀州に遁れかくれ居しに、其後大坂落人赦免ありしかば、故郷なれば讃岐へ帰り、生駒家に仕え天寿を全うせりと、寛永頃の人。」とある。
- 同様に祖父・嘉重は『讃岐人名辞書』にて、「高松頼重の裔なり。道勝と諡す。喜岡城に居り香西氏に属し、秀吉に降らざりしを以て、天正十三年(1585年)四月二十六日、宇喜多、黒田等の七帥二万三千人を以て攻められ、頼邑二百餘人を以て防戦すと雖も、衆寡敵せず終に名誉の戦死を遂げたり。」とある。
- 先祖・高松頼重は『讃岐人名辞書』にて、「山田郡喜岡城主にして、三郎と称し勤王家なり。摂津頭頼光十代の後、土岐隠岐守光貞の男にして、初、隠岐孫三郎と言う。船木氏の祖なり。北条家執権の時、美濃国、近江国に於いて領地を給い、伊勢国の守護となる。後、当国高松庄に住して、諸郡の事を管領す。後醍醐天皇、東征の時、頼重の男、頼春以下勅宣従い、官軍に参る。北条家は母方の縁ありと言えども、高時政務の不正なる故なりとて従わず。事顕われて一族、頼兼以下高時が為に殺される。建武二年(1335年)十一月二十六日、細川定禅、鷺田庄に於いて兵を挙げ、屋島に攻寄せ頼重が老父並びに一族十四人郎党三十四人、其の場に於いて、討死果てる云々と『太平記』に見えたり、高松家は十二代にして、天正三年(1575年)に滅びたり。」とある。
- 高松信重の墓石は、『河内名所図会』[20] に「高松塚とよぶ。瘧疾を祈るに、かならず霊験あり。」と紹介され、熱病に効果があると信じられていた。八尾の地神ににされている。

## 家族
嘉重の子は憲重、又五郎（遊誓坊のち改め沙門順誓。六条邑一向宗(浄土真宗佛光寺派)長専寺開基。）、女子（喜田総太夫某妻）、兼盛（高松孫蔵、のち孫右衛門）、女子（岡七郎右衛門某妻‐岡神社すなわち喜岡権現社の人物か。）、高松次郎兵衛、高松次郎右衛門。
憲重の子が久重と御宮丸。
讃岐高松家の末裔は長専寺を継いだ沙門順誓の一門、久重の弟である御宮丸か、兼盛を筆頭とする憲重の弟3人の内の何れかが家督を継ぎ今日に至っている一門なのではないかと推測されている。
子孫として『桑名藩分限帳』に高松源五右ェ門-p52 「御家中町割軒列名前覚」・p63 「萬延元庚申年　分限帳」。高松小大夫-p7「嘉永元二月二十八日改　御家中分限帳」。高松内匠-p3「嘉永元二月二十八日改　御家中分限帳」。高松三郎-p46「御家中町割軒列名前覚」 がある。

## 一族
- 久重は伊勢桑名高松家を創始し、番頭として続く。
- 讃岐高松家には憲重の弟・又五郎が出家して讃岐長専寺の高松家本家として続く。
- 跡目のいない本家を残すため、生駒一正の子息である生駒甚助正信が養子入りしたが大坂の陣で敗北後死亡。久重の実弟・高松御宮丸は幼いため外されたとも生駒甚助正信自身ともいう。
- 坂本龍馬の義兄である高松順蔵の土佐高松家は阿波三好の家臣(讃岐衆)であった高松与三右衛門[21] が祖とされているが、讃岐高松家から分派したものとも推測されている。讃岐から阿波、土佐へ流れ着いたとされる。
- 『姓氏家系大辞典』によれば河内の高松氏は讃岐高松家出身という。高松信重はこれにあたる。

## 系譜
景行天皇―神櫛王…讃岐朝臣直高―高松元頼…高松頼重―頼春―頼冬―頼包―頼持―☐―☐―☐―☐―某(六郎)―某(左近)―嘉重―憲重―久重…

## 参考資料
- 『高松内匠武功』‐高知県立図書館（山内文庫）
- 『桑名人物事典』p130-131‐伊藤 信夫／編 三重県郷土資料刊行会  1971
- 『桑名郡人物志』 p74-76‐桑名郡教育会／編  桑名郡教育会  1921
- 『桑名藩史料集成』「本の籬 上・中・下」‐桑名市立図書館‐桑名市教育委員会／編集 桑名市教育委員会 1990
- 『桑名藩分限帳』‐ 桑名市教育委員会／編纂 桑名市教育委員会 1989
- 『桑名市史』 本編 ‐近藤 杢／編  桑名市教育委員会 1987.4
- 『桑名市史』補編 ‐近藤 杢／編  桑名市教育委員会 1987.4
- 『松平家四百年の歩み 長篠城より桑名城、忍城へ』‐大沢 俊吉／著 恒文社 1985
- 『三重先賢伝 続』‐浅野 松洞／著  東洋書院 1981
- 『讃岐人名辞書』‐国立国会図書館デジタルコレクション。梶原竹軒、昭和3年（1928年）
- 堀智博‐「大坂落人高松久重の士官活動とその背景：戸村義国との往復書簡を題材として」
- 『八尾の史跡』棚橋利光・八尾市市長公室・八尾市郷土文化研究会、1998年
- 『全讃史』
- 『南海通記』
- 『翁媼夜話』‐香川県立図書館
- 『古今讃岐名勝図絵』
- 『讃岐人物伝』
- 『姓氏家系大辞典』
- 『センゴク権兵衛(5)』‐久重の祖父・嘉重（頼邑）が登場